# Burg Wiedergrün
Die Burg Wiedergrün, auch Weiherhaus genannt, ist eine abgegangene Niederungsburg bei der Gemeinde  Durbach im Ortenaukreis (Baden-Württemberg).
Vermutlich stand die Burg in einem kleinen Tal zwischen Durbach und Nesselried.
Die Geschichte der Burg ist vermutlich eng mit der Geschichte des Schlosses Staufenberg, das schon 1070 urkundlich erwähnt wird, zu sehen. Vermutlich ist die Burg, die nicht genau lokalisierbar ist, Anfang des 14. Jahrhunderts aufgegeben worden.